# オーリンズ (ホテル)
オーリンズ（The Orleans Hotel and Casino）は、アメリカ合衆国ネバダ州ラスベガスにあるカジノホテルである。
ラスベガス大通り（ストリップ）から離れた場所に位置し、比較的地元の住人向けのカジノではあるが、その中では異色と言えるほどかなり大型のカジノホテルである。
ホテルのテーマはニューオーリンズのマルディグラという祭である。

## 施設
- 映画館
- オーリンズ・アリーナ - 9500席収容のインドアスタジアム（アリーナ）。
- ボウリング場 - 70レーンの大型ボウリング場が併設されている。

## 沿革
- 1996年 - 開業
- 2003年 - オーリンズ・アリーナ開業